# جائزة أفضل لاعب كرة قدم في العالم 1998

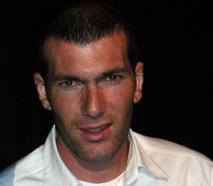

فاز بجائزة أفضل لاعب كرة قدم في العالم 1998 الفرنسي زين الدين زيدان.